# Bouhet
Bouhet ist eine französische Gemeinde mit 910 Einwohnern (Stand: 1. Januar 2022) im Département Charente-Maritime in der Region Nouvelle-Aquitaine. Sie gehört zum Arrondissement Rochefort und zum Kanton La Jarrie. Sie ist Mitglied im Gemeindeverband Aunis Sud. Die Einwohner werden Bouhetais genannt.

## Geografie
Bouhet liegt etwa 13 Kilometer östlich von La Rochelle in der historischen Landschaft Aunis am Fluss Curé. Umgeben wird Bouhet von den Nachbargemeinden Le Gué-d’Alleré im Norden, Benon im Nordosten, Vouhé im Osten, Puyravault im Osten und Südosten, Virson im Süden und Südwesten sowie Anais im Westen und Nordwesten.

## Bevölkerungsentwicklung
| Jahr                      | 1962 | 1968 | 1975 | 1982 | 1990 | 1999 | 2006 | 2013 | 2019 |
| Einwohner                 | 313  | 303  | 277  | 377  | 390  | 410  | 656  | 848  | 916  |
| Quelle: Cassini und INSEE |      |      |      |      |      |      |      |      |      |

## Sehenswürdigkeiten
Siehe auch: Liste der Monuments historiques in Bouhet
- Kirche Saint-Laurent aus dem 12. Jahrhundert, seit 1911 Monument historique

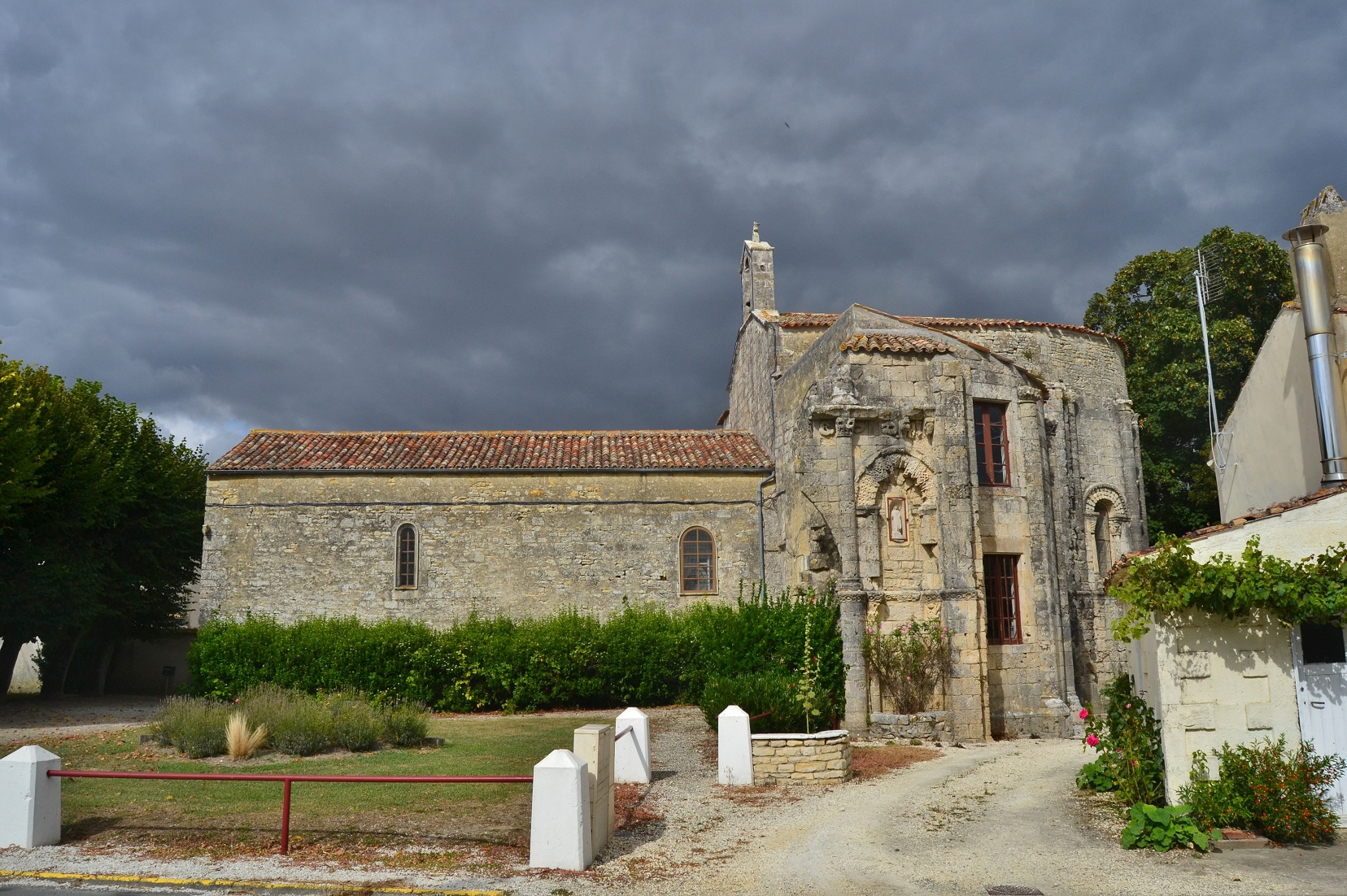
Kirche Saint-Laurent